# Lagotto romagnolo
Lagotto romagnolo är en hundras som härstammar från den italienska regionen Romagna. Lago betyder sjö på italienska. Namnet betyder ungefär "vattenhund från Romagna". Rasen har ökat starkt i popularitet de senaste åren och är nu en av de populäraste hundraserna i Sverige.

## Historia
Lagotto romagnolo är den norditalienska varianten av den alleuropeiska vattenhunden, omnämnd av Eugenio Raimondi i Delle Caccie (Om jakt) som utgavs i Venedig 1630. Ursprungligen var lagotton en apporterande vattenhund som användes vid de stora andjakterna i Romagnas marskland. Lagotton var särskilt vanlig runt Comacchio och Ravenna. Den behändiga storleken gjorde den möjlig att lyfta ombord från vattnet upp i en eka. När våtmarkerna dikades ut under 1800-talet blev användningen att söka tryffel viktigare. Lagotto romagnolo är en oförädlad lantras. 1871 beskrevs den som "inget annat än en dålig liten pudel" och 1880 som "en pudel med stänk av terrier". Inventering och räddningsarbete inleddes på 1970-talet men rasklubben bildades först 1988 och rasen godkändes av den italienska kennelklubben Ente Nazionale della Cinofilia Italiana (ENCI) så sent som 1991. 1995 erkändes rasen av Fédération Cynologique Internationale (FCI), samma år som de första exemplaren importerades till Sverige. Året därpå föddes den första svenska valpkullen.

## Egenskaper
Lagotto romagnolon är idag den enda hundras som är helt specialiserad för tryffelletning. Hundens kärlek till vatten har dock inte försvunnit. På grund av tryffelns värde kan en bra lagotto vara mycket inkomstbringande, vilket i Italien ibland leder till förödande rivalitet. Detta kan till och med kosta hundarna livet.[källa behövs] I Italien och Frankrike finns särskilda bruksprov för rasen. I Sverige kan de istället nyttjas till kantarellsökning.
Rasen kräver en hel del aktivering. Det är en arbetande ras som passar till det mesta. Om den inte får arbeta hittar den lätt på egna saker, som kanske inte alltid uppskattas av ägaren. Lagotto gillar att busa och leka mycket och gillar att nosa här och där. Den kommer oftast bra överens med andra hundar. Det sägs att den tycker om att umgås med barn och är därför passande som familjehund.[källa behövs]

## Utseende
Lagotton är en mellanstor hund. Tikarna har en idealhöjd på 43 cm och en vikt på 12–14 kg. Hanarna har en idealhöjd på 46 cm och en vikt på 13–18 kg. Pälsen är krullig och vattenavvisande och kräver ganska mycket skötsel. Färg
Smutsvit enfärgad eller vit med bruna eller orange fläckar, brunskimmel, enfärgat brun (i alla olika nyanser) med eller utan vitt, orange med eller utan vitt. Vissa hundar har en brun till mörkt brun mask. Tanteckning (i olika nyanser) är tillåtet.
En Lagotto får aldrig vara svart. Klippning bör göras cirka en gång i månaden och nerklippning årligen. Det krävs alltså en hel del jobb med pälsen. Med en krullig kroppspäls så är även håret i öronen rikligt och ofta krulligt. Därför skall hunden redan från valpstadiet tränas vid att även få öronen klippta och att få håren i örongången avlägsnade.

## Hälsa
Rasen har tidigare, till skillnad från många andra hundraser, inte utsatts för avel i kommersiellt eller förädlande syfte. Tack vare detta cirkulerar relativt få ärftliga sjukdomar, vilket kan ge lagotton en högsta livstid på upp till 15–16 år.[källa behövs] Men rasen kan ha problem som höftledsdysplasi. Även vissa ögonproblem finns, främst i form av katarakt (grå starr). Rasen lider också enligt Agrias försäkringsstatistik av en del mag- och hudproblem. BFJE (juvenil epilepsi) och storage disease (neurologisk sjukdom med dödlig utgång) finns i rasen, men det finns gentester för detta.